# Kap Herlacher
Kap Herlacher ist ein wuchtiges und eisbedecktes Kap an der Bakutis-Küste des westantarktischen Marie-Byrd-Lands. Es stellt das nördliche Ende der Martin-Halbinsel dar.
Eine erste Kartierung erfolgte anhand von Luftaufnahmen, die im Januar 1947 im Rahmen der Operation Highjump (1946–1947) entstanden. Das Advisory Committee on Antarctic Names benannte das Kap nach Carl John Herlacher (1895–1975), leitender Antarktiskartograf des United States Hydrographic Office im Jahr 1937.